# En morgondröm

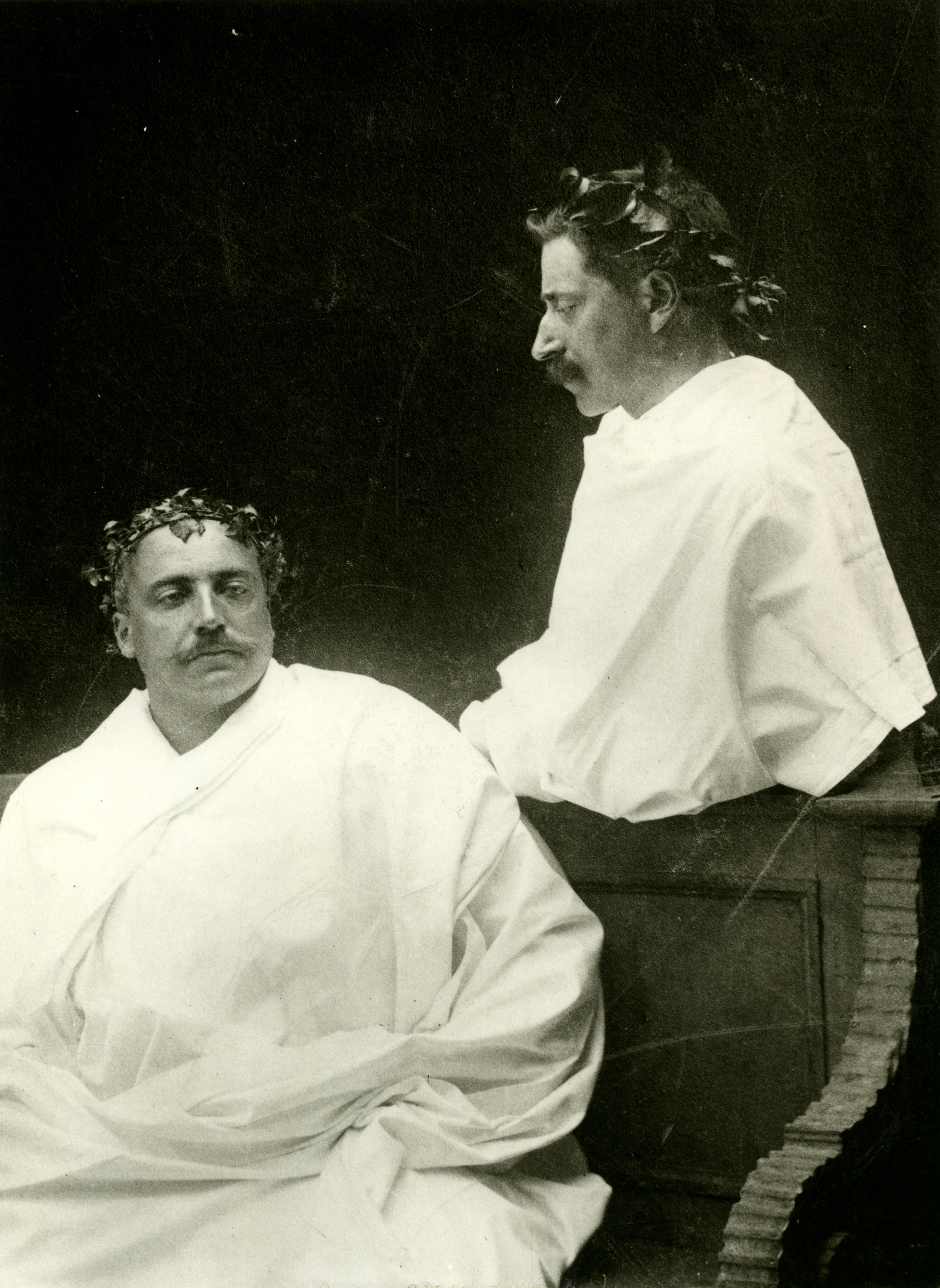
”Heidenstams talang för representativ offentlighet firade en triumf när han sommaren 1896 på Blå Jungfrun celebrerade sitt andra bröllop med utstyrsel, nakenbad och mytologiska upptåg. [...] I myllret av talanger var Fröding den ende som befanns värdig att i detta sammanhang fotograferas tillsammans med diktarhövdingen själv. Det stora spektaklet mottogs i pressen med blandade känslor, men Heidenstam hade nått sitt syfte – att demonstrera nittiotalets livsglädje och skönhetskult”.

En morgondröm är en erotisk kärleksdikt av Gustaf Fröding, från avdelningen Två glädjedikter i samlingen Stänk och flikar från 1896. 
Dikten har många bottnar. I grunden är den en kritik mot tidens, och inte minst kyrkans, syn på moral, nakenhet och sexualitet.

## Innehåll och tolkningar
Fröding var knappast kristen, han 
”spänner alla sina krafter för att söka enhet, driven både av självbevarelsedrift och av den halvt mytiska, halvt naturvetenskapliga enhetslära, den ’monism’ han sedan skolåren omfattat och som utgör en ny föreningslänk mellan honom och romantiken. [...] Han fängslades av teosofiens ockulta visdom, han inspireras av Tolstoys asketism och hänförs av Nietzsches övermänniskoevangelium. Men han vägrar att försvära sig till någon bestämd lära.”
I dikten lyfter han fram ”Ariens land” som ett ideal, där nakenhet och livsglädje är självklarheter:
ett naket folk, för stolt för ok,

för rent för dräkternas skökodok.

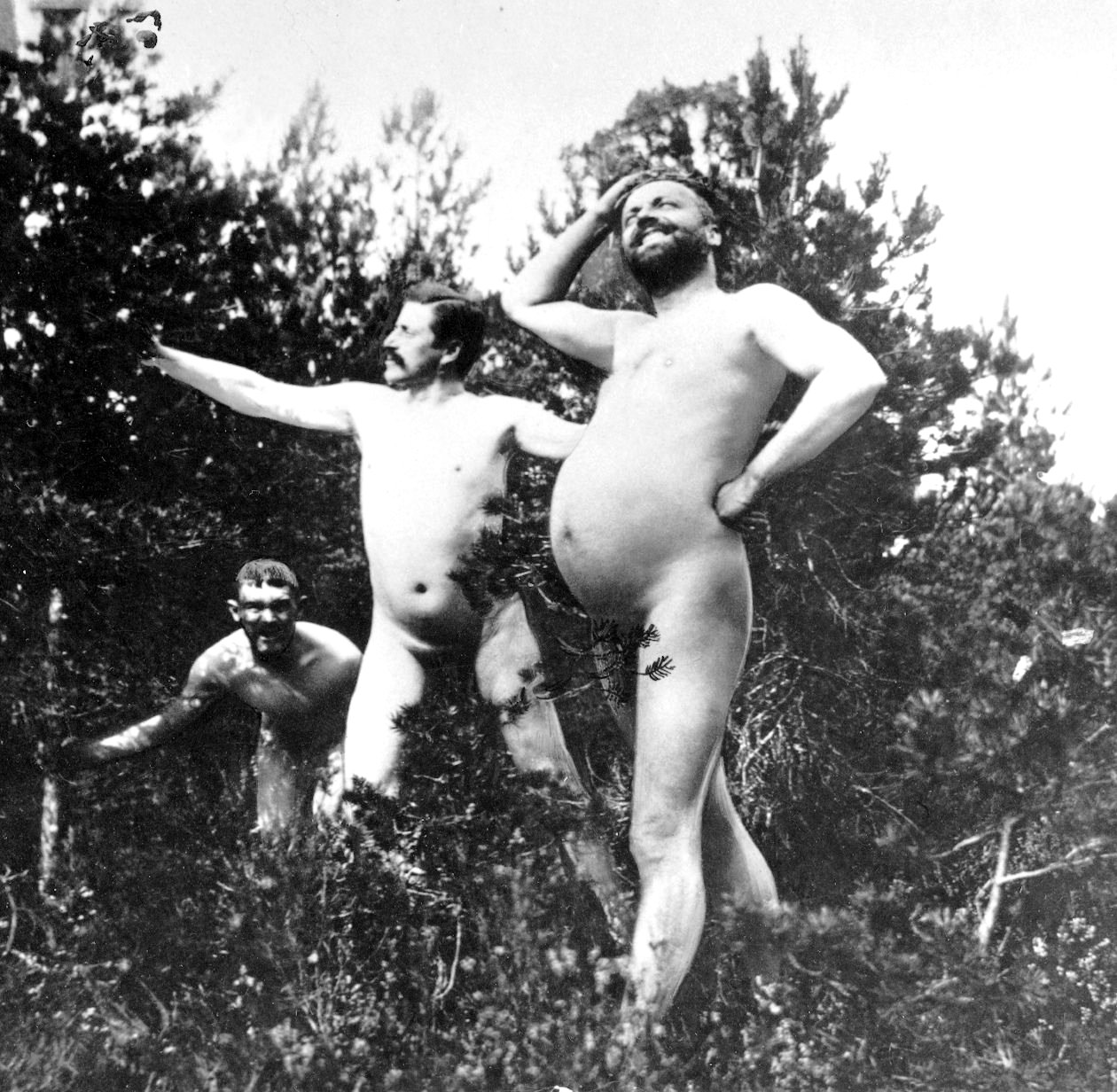
Gustaf Frödings dikt var delvis en kritik mot den då rådande, konservativa synen på nakenhet. På fotot (från sommarvistelse i Sandhamn) syns Fröding till höger, tillsammans med vännerna Albert Engström (till vänster) och Verner von Heidenstam.

Användningen av ”Ariens folk” i dikten refererar till dåtida kristendomskritik, som den uttrycktes från många håll, exempelvis Jacob och Wilhelm Grimm, Heinrich Heine, Joseph Arthur de Gobineau och Friedrich Nietzsche. Man uppfattade de ”ariska” (äldre indiska, persiska och europeiska) religionerna som mer naturdyrkande och livsbejakande än den kristna. ”För Nietzsche framstår korsets religion som den makt som motverkar människans befrielse”.
Under 1900-talet kom detta att uppfattas mer bokstavligt. Men i Frödings dikt bör allt detta uppfattas som poetiska bilder. ”Under 1800-talet använde progressiva humanister ’arierna’ för att bekämpa vad man såg som förlegad transcendentalism och eskapism [i kristendomen] och för att propagera för bildning, skönhet och engagemang för det inomvärldsliga.”
Dikten En morgondröm skildrar i ett kort avsnitt ett samlag, och själva samlagsbeskrivningen var så realistisk att många av Frödings samtida förskräcktes. Han åtalades till och med för dikten men frikändes.
Det berömda avsnittet i dikten börjar så här:
Och som knoppen av Ariens ros en vår

sina skylande blad från pistillerna slår

inför sol, inför vindar och frön

låg hon naket och utslaget skön

och med vittskilda knän och med skälvande sköte

var den älskades åtrå i möte.

Själ i flamma, blod i dans

han var hennes, hon var hans

han blev hon, hon blev han,

ett och allt och tvenne,

när hans unga makt av man

trängde in i henne

## Publicering och rättegång
Efter publiceringen av sin debutbok Guitarr och dragharmonika fick Fröding kontakt med författaren Verner von Heidenstam, en person som inspirerat Fröding. När Heidenstam gifte sig med Olga Wiberg på Blå Jungfrun i juli 1896 var Fröding ditbjuden med sin syster Cecilia. De flesta av bröllopsgästerna träffades åter hos Heidenstam i Sandhamn senare samma sommar. Fröding hade med sig ett korrektur till sin kommande diktsamling Stänk och flikar. Hans förläggare Albert Bonnier var tveksam till en av dikterna, En morgondröm, och bad Fröding att överväga att stryka dikten. I Sandhamn blev Fröding uppmanad att låta dikten stå kvar.
När diktsamlingen publicerades på hösten 1896 väckte dikten En morgondröm stor uppmärksamhet. När Karl Warburg recenserade samlingen skrev han: ”Här sparas inga ord, ej ens de grövsta [...] Även den som är en svuren fiende till allt pryderi, all tillgjord sedlighet, måste känna sig frånstött både moraliskt och estetiskt, när som här enstaka ställen erinra [...] mera om vissa populärmedicinska böcker än om poesi.” Den 9 oktober beordrade justitieministern kvarstad av upplagan och Fröding åtalades. Vid rättegången den 27 november blev Fröding frikänd efter endast två timmars överläggning av juryn.